# فرودگاه دیلون
فرودگاه دیلون (به انگلیسی: Dillon's Bay Airport) یک فرودگاه همگانی با کد یاتا DLY است . این فرودگاه در کشور وانواتو قرار دارد و در ارتفاع ۱۶۴ متری از سطح دریا واقع شده‌است.

## شرکت‌های هواپیمایی و مقصدهای پروازی
| شرکت‌های هواپیمایی | مقصدهای پروازی |
| ----------------- | -------------- |
| ایر وانواتو       | باورفیلد       |